# بامبنج هدايات
بامبانج هدايات (بالإندونيسية: Bambang Hidayat)‏ عالم إندونيسي معروف بتعزيز علم الفلك وطنيا ودوليا. ركز عمله على دراسة النجوم الثنائية والبنية المجرية. تم تسمية النجم الصغير هدايات (3468 T-3)، الذي تم اكتشافه في عام 1977، من بعده من قبل كورنيليس يوهانس فان هوتين وإنغريد فان هوتين-جرونيفيلد. له أكثر من أربعين ورقة منشورة باسمه وكتب العديد من كتب علم الفلك.
تخرج من جامعة كيس ويسترن ريزيرف عام 1965. بعد ذلك بوقت قصير، شغل منصب مدير مرصد بوسشا من عام 1968 حتى عام 1999. كما شغل منصب رئيس قسم علم الفلك في معهد باندونغ للتكنولوجيا ونائب رئيس الاتحاد الفلكي الدولي من 1994 إلى 2000، وكان زميلًا لأكاديمية العالم الإسلامي للعلوم (IAS). منذ عام 1992 وهو أيضًا عضو في الجمعية الفلكية الأمريكية، والجمعية الفلكية الملكية، والأكاديمية الإندونيسية للعلوم، وكذلك مؤسس الجمعية الفلكية الإندونيسية والمؤسس المشارك لجمعية الفيزياء الإندونيسية.
ساعد هدايات في إنشاء أول مدرسة دولية للفلكيين الشباب في إندونيسيا. عندما زارها دونات وينتزل لأول مرة، وهو نفسه رائد في تأسيس ISYAs، كان هدايات وحده في مرصده الفلكي. في وقت لاحق، وجد وينتزل أن هدايات درب مجموعة من طلاب علم الفلك للعمل من حوله بالإضافة إلى حث الآخرين على العمل في علم الفلك وبرنامج الفضاء الإندونيسي في خارج إندونيسيا.